# Уйгурський націоналізм
Уйгурський націоналізм — форма націоналізму, яка виборює право уйгурського народу, етнічної меншини в Китаї, на власний етнічний розвиток та державність. Уйгурський націоналізм сприяє культурній єдності уйгурського народу, або як незалежної групи, або як регіональної групи в рамках більшої китайської нації.
Будучи титульним народом Синьцзян-Уйгурського автономного району та офіційно визнаною етнічною групою «56 квітів», поняття уйгурського націоналізму є дуже суперечливим серед уйгурської громади, хоча деякі групи діаспори відстоюють ідею незалежної національної держави.
Уйгурський націоналізм часто різною мірою пов'язують із сепаратистським рухом Східного Туркестану, також відомим як уйгурський рух за незалежність. В даний час основною і традиційною базою населення уйгурського народу є Сіньцзян, автономний район Китаю, який прихильники сепаратистів також називають «Східним Туркестаном».

## Уйгурська ідентичність
Уйгури є меншістю тюркської етнічної групи, що походить і культурно пов'язана з загальним регіоном Центральної та Східної Азії. Вони особливо тісно пов'язані з пустелею Такламакан, що включає Тарімський басейн, обидва з яких можна знайти в Сіньцзянському ОАР, Китай.
Уйгурська ідентичність значною мірою сформована уйгурським націоналізмом, і навпаки. Уйгурський націоналізм — це ідеологічне мислення, яке сильніше ґрунтується на політиці, ніж уйгурська ідентичність. У той час як уйгурська ідентичність більш тісно пов'язана з культурними традиціями та практиками, уйгурський націоналізм тісніше пов'язаний з рухом за незалежність Східного Туркестану та іншими набагато більш наполегливими проявами уйгурської ідентичності. Основною протидією уйгурському націоналізму є китайський шовінізм, який насправді є формою формування багатонаціональної держави, відмінного від ханьського націоналізму (хоча ці дві концепції зазвичай зближують).

### Етнічне походження
Як і більшість центральноазійських етнічних груп, уйгури походять від різноманітних груп людей. Уйгурський етнічний склад та ідентичність бере свій початок у багатьох різних регіонах, культурах і цивілізаціях. Назва уйгурів походить від Уйгурського каганату, історичної країни, яка була розташована переважно на території сучасної Монголії та Сіньцзяну.
Вважається, що уйгури мають принаймні деяких предків від різних більш давніх народів, які населяли пустелю Такламакан і Тарімський басейн, які, як відомо, жили в цьому регіоні щонайменше 3800 років завдяки відкриттю «таримських мумій». Зв'язки з давніми мешканцями регіону є суперечливими, оскільки це може надати сучасним уйгурам право претендувати на «статус корінного населення».

### Релігійна ідентичність
Починаючи з Х століття нашої ери, уйгури поступово ісламізувалися, релігія ісламу виникла на Аравійському півострові (Саудівська Аравія) і зараз є домінуючою в багатьох регіонах Західної Азії, Центральної Азії, Північної Африки, Східної Африки, морського південно-східного регіону. Азії та Південно-Східної Європи. До цього уйгури сповідували буддизм, релігію, яка походила з Південної Азії (Індія та Непал) і яка все ще залишається домінуючою релігією сусідніх тибетських і монгольських народів у Західному Китаї та Монголії, а також у більшій частині материкової Південно-Східної Азії та Шрі Ланці.

### Географічна ідентичність
Уйгурський народ сформував сильну національну ідентичність в основному завдяки своїй дуже сильній географічній ідентичності. Ідентичність уйгурів тісно пов'язана з життям у пустелі Такламакан і басейні Тарім. Уйгурів як народ або націю об'єднує в основному їхній спосіб життя осілих землеробів, що живуть у кількох оазах, розкиданих по пустелі Такламакан.

### Пантюркський націоналізм
Пантюркські джадидисти та активісти незалежності Східного Туркестану Мухаммад Амін Бугра та Масуд Сабрі відкинули нав'язування назви «уйгурський народ» тюркському народу Сіньцзяну радянською владою та китайським полководцем Шень Шицаєм. Натомість вони хотіли назву «тюркська національність» для їхнього народу. Масуд Сабрі також розглядав людей Хуейцзу як мусульманських китайців хань і відокремив їх від свого народу. Імена «Тюрк» або «Тюрки» зокрема вимагалися Бугрою як справжня назва для свого народу. Він розкритикував Шен Шицая за те, що він розділив тюркських мусульман на різні етнічні спільноти, що могло посіяти розкол серед тюркських мусульман.
Під час Першої Східно-Туркестанської Республіки тюркська націоналістична ідеологія Республіки призвела до ворожнечі між різними мусульманськими етнічними групами. Уйгури та киргизи, які були тюркськими мусульманськими народами, воювали проти китайських мусульман південного Сіньцзяну та прагнули вигнати їх разом з китайцями хань. Це спонукало кількох китайських мусульманських генералів, таких як Ма Чжаньцан, Ма Фуюаня і Ма Хушаня, боротися проти спроб уйгурів і отримати незалежність.

## Рух за незалежність Східного Туркестану
Рух за незалежність Східного Туркестану, також відомий як сепаратистський рух Сіньцзян або Уйгурський рух за незалежність, є політичним рухом, який прагне незалежності Синьцзян-Уйгурського автономного району, великого та малонаселеного національного автономного району Китайської Народної Республіки (КНР/ Китай), розташований на північному заході країни, як батьківщина для уйгурського народу, який має переважно тюркське, а не китайське (ханьське) етнічне походження. Усередині руху існує широка підтримка перейменування регіону, оскільки «Сіньцзян» сприймається активістами незалежності як колоніальна назва. «Східний Туркестан» — найвідоміша запропонована назва. «Уйгурстан» — ще одна відома запропонована назва.